# Скаптопара
Вижте пояснителната страница за други значения на Скаптопара.
Скаптопара (на гръцки: Σκαπτοπάρα) е древно тракийско селище. Смята се, че останките ѝ се намират в град Благоевград – квартал Грамада. Локализацията ѝ, обаче е спорна, като съществуват и други мнения по въпроса. 
Друга хипотеза за местонахождението на селището го свързва с древни останки, разкрити при строителството на автомагистрала „Струма“, близо да Благоевград. Античното селище по-късно остава затрупано под трасето на магистралата. То се намира между селата Покровник и Зелен дол, при село Мощанец.
В 1868 година на хълм с лозя в бившото село Грамада, където вероятно се е намирало тракийското селище Скаптопара, е открит Скаптопаренският надпис, датиращ от 238 г. Надписът съдържа молбата на жителите на Скаптопара – селище, което се славело с термалните си бани. Те са от род на племето дентелети, наричан гресити (Γρεσειται). Молбата е до римския император Гордиан III и цели отменянето на тегоба, състояща се в даване на постоянен безплатен подслон на минаващите войници и държавни чиновници, както и полагане на безплатни грижи за тях по време на 15-дневния местен панаир. Селяните се оплакват, че родното им място опустява и хората го напускат, разорени от тази несправедливост. На плочата е и отговорът на Гордиан, който препраща селяните обратно към провинциалния управител и местния съд. Прошението е подготвено от Аврелий Пир, римски легионер от Скаптопара, който притежавал имоти в землището на родното си село и който е пледирал за селото в провинциалния съд. Съдейки по незадоволителната резолюция на императора, стелата е била подготвена и издигната не от общинските власти, а от самия него, с което той е искал да демонстрира усилията, които е положил за благополучието на родното му място.